# Fred Karno
Frederick John Westcott, más conocido por su nombre artístico, Fred Karno o el "Gobernador", (26 de marzo de 1866 - 18 de septiembre de 1941), fue un empresario teatral británico del music hall.

## Biografía

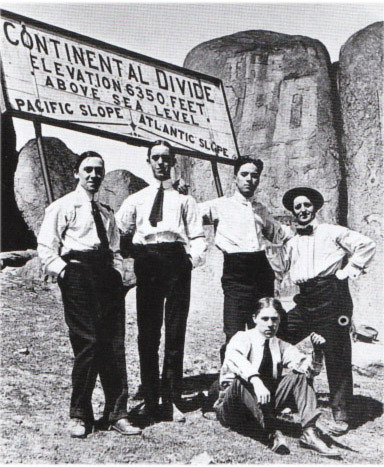
Fred Karno (primero), Stan Laurel (segundo) y Charles Chaplin (tercero) junto con otros dos actores más; en 1913.

Karno nació en Exeter, Devon (Inglaterra), en 1866. Fue un pionero en el mundo cómico, destacando, entre otras cosas, por ser considerado como el inventor del gag del tartazo en la cara. Entre los múltiples jóvenes cómicos que trabajaron con él, destacaron Charles Chaplin y Arthur Stanley Jefferson, quien más tarde adoptaría el nombre artístico de Stan Laurel. De hecho, hubo un grupo de estos cómicos que se les llegó a conocer como el Ejército de Fred Karno, expresión que todavía es utilizada en el Reino Unido para referirse a un grupo u organización caótica.
Con la llegada del cine, la popularidad del Music Hall decayó. Y como consecuencia, Karno se arruinó en 1926, y su mujer Edith, de quien se había separado en 1904, falleció de diabetes. Tres semanas después, Karno se casó con Marie Moore.
Su casa flotante, el Astoria, con atraque en el Río Támesis, en Hampton, Middlesex, es hoy el estudio de grabación del guitarrista de Pink Floyd, David Gilmour.
Falleció de diabetes a la edad de 75 años.